# Акомайо
Акомайо (исп. Acomayo , кечуа  Aqumayu) — город на юго-востоке центральной части Перу. Административный центр одноимённой провинции в регионе Куско. Расположен на высоте 3 207 м над уровнем моря. По данным переписи 2005 года население города составляет 1957 человек; данные на 2010 год говорят о населении 2003 человека.